# Nishikawa Yoshihide
Yoshihide Nishikawa (sinh ngày 10 tháng 4 năm 1978) là một cầu thủ bóng đá người Nhật Bản.

## Sự nghiệp câu lạc bộ
Yoshihide Nishikawa đã từng chơi cho Oita Trinita, Shonan Bellmare, Sagawa Printing và Tochigi SC.